# The Standard Sonny Rollins
Albums de Sonny Rollins
Now's the Time
(1964) There Will Never Be Another You
(1965)
The Standard Sonny Rollins est un album du saxophoniste ténor Sonny Rollins paru en 1964 sur le label RCA Victor et le dernier album de Rollins enregistré pour ce label.

## Titres
| N°  | Titre                     | Compositeur                              | Durée |
| --- | ------------------------- | ---------------------------------------- | ----- |
| 1.  | Autumn Nocturne           | Kim Gannon, Josef Myrow                  | 2:59  |
| 2.  | Night and Day             | Cole Porter                              | 3:17  |
| 3.  | Love Letters              | Edward Heyman, Victor Young              | 3:27  |
| 4.  | My One and Only Love      | Robert Mellin, Guy Wood                  | 5:59  |
| 5.  | Three Little Words        | Bert Kalmar, Harry Ruby                  | 2:14  |
| 6.  | Trav'lin' Light           | Johnny Mercer, Jimmy Mundy, Trummy Young | 4:06  |
| 7.  | I'll Be Seeing You        | Sammy Fain, Irving Kahal                 | 1:36  |
| 8.  | My Ship                   | Ira Gershwin, Kurt Weill                 | 4:11  |
| 9.  | It Could Happen To You    | Johnny Burke, James Van Heusen           | 4:19  |
| 10. | Long Ago And Far Away     | Ira Gershwin, Jerome Kern                | 2:47  |
| 11. | Winter Wonderland         | Felix Bernard, Dick Smith                | 5:18  |
| 12. | When You Wish upon a Star | Leigh Harline, Ned Washington            | 3:16  |
| 13. | Trav'lin' Light           | Johnny Mercer, Jimmy Mundy, Trummy Young | 12:44 |

## Enregistrement
Le disque 33 tours original contient les titres de 1 à 10, les morceaux 11, 12 et 13 sont intégrés en bonus sur la version CD.
| Musicien       | Instrument      | Titre           |  | Équipe technique |                     |
| -------------- | --------------- | --------------- |  | ---------------- | ------------------- |
| Sonny Rollins  | saxophone ténor | 1-13            |  | Orrin Keepnews   | producteur          |
| Herbie Hancock | piano           | 4, 6, 9, 11, 12 |  | Steve Backer     | producteur executif |
| Jim Hall       | guitare         | 3, 6, 8, 10     |  | Joe Alper        | photographie        |
| David Izenzon  | contrebasse     | 13              |  | Loren Schoenberg | liner notes         |
| Bob Cranshaw   | contrebasse     | 1-5, 7-12       |  |                  |                     |
| Teddy Smith    | contrebasse     | 6, 13           |  |                  |                     |
| Stu Martin     | batterie        | 6, 13           |  |                  |                     |
| Mickey Roker   | batterie        | 1-5, 7-12       |  |                  |                     |